# Seigneurie Sainte-Marie (LeMoyne)
Ne doit pas être confondu avec Seigneurie Sainte-Marie (Taschereau).
La Seigneurie Sainte-Marie était située dans la zone à l'embouchure de la rivière Sainte-Anne, entre celle de Batiscan et celle de Sainte-Anne-de-la-Pérade, sur la Rive-Nord du Fleuve Saint-Laurent, entre Trois-Rivières et Québec, en la province de Québec, Canada. 

## Historique
Le 3 janvier 1669, le gouverneur de Courcelle a autorisé la création de la seigneurie par l'émission d'un certificat de concession en faveur de Jean LeMoyne. Le certificat établit les dimensions de la seigneurie, soit 3/4 de lieue de front par 0,5 lieue de profondeur. Le territoire concédé comprenait l'île des Pins. Le 3 novembre 1672, un nouvel acte du gouverneur Courcelle et de l'intendant Talon, reconfirme la concession d'une seigneurie, en faveur de Jean LeMoyne qui la désigne "Sainte-Marie". Le seigneur Jean LeMoyne s'établit sur l'île des Pins située dans la rivière Sainte-Anne (Mauricie).
Premières concessions octroyés
Entre 1669 et 1681, le seigneur Jean LeMoyne accorda des concessions en partant du fleuve Saint-Laurent:
1. Les communes de Sainte-Marie.
2. Vivien Rocheleau.
3. Jean Petit - un lot de 3 arpents de front sur la rivière Sainte-Anne (Mauricie) x 25 arpents de profondeur; Mathurin Guillet (25 janvier 1675); Julien Bion (13 décembre 1680).
4. Jean Pouzet dit Le Guillon, Pierre Cartier : un lot de 3 arpents de front sur la rivière Sainte-Anne (Mauricie) x 25 arpents de profondeur; (16 juillet 1673) ; Gilbert LeRoux (20 avril 1677).
5. Charles Montmagnier : un lot de 3 arpents de front sur la rivière Sainte-Anne (Mauricie) x 25 arpents de profondeur (10 juillet 1669). Ce lot a été repris par Jean LeMoyne.
6. Charles Montmagnier: un lot de 3 arpents de front sur la rivière Sainte-Anne (Mauricie) x 25 arpents de profondeur (10 juillet 1669). Ce lot a été repris par Jean LeMoyne.
7. Claude Sauvageau: un lot de 4 arpents de front sur la rivière Sainte-Anne (Mauricie) x 25 arpents de profondeur (10 juillet 1669); vendue à Pierre Gendron (6 octobre 1673).
8. Venant Baubriau.
9. Jean Berger dit Rougeau, Jean Senelay : un lot dont la dimension était de 8 arpents de front sur la rivière Sainte-Anne (Mauricie) par 25 arpents en profondeur.
Notes historiques
1681 - La seigneurie comprend les familles suivantes : celle du seigneur LeMoyne et trois domestiques, de Jean Senelay, de Gilbert LeRoux dit Lassaigne et Pierre Baudriau et son fils Venant Baudriau, de Pierre Gendron, de Julien Bion, René Prévost et Jean Berger dit Rougeau.
1706 (25 décembre) - Décès du seigneur Jean LeMoyne.
1710 (22 janvier) - Jeanne LeMoyne, l'une des héritiers de Jean LeMoyne, et son époux Louis Gatineau deviennent les seigneurs en rachetant les parts des autres héritiers. 
1711 (24 octobre) - Augmentation du territoire de la seigneurie jusqu'à la seigneurie de Batiscan, incluant la rivière Sainte-Anne (Mauricie), en faveur de Marie-Madeleine de Chavigny, veuve de Jean LeMoyne de Sainte-Marie.
1723 (23 février) - La seigneurie appartient à Louis Gastineau de Duplessis, époux de Jeanne LeMoyne, fille de Jean LeMoyne et de Marie-Madeleine de Chavigny.
1774 (6 avril) - Acte de donation de la seigneurie de Sainte-Marie par Louis Gastineau et son épouse, Marie-Renée Crevier Saint-François, à Augustin Jobin dit Boisvert.
1791 - Augustin Jobin dit Boisvert acquiert la seigneurie. 
1854 (18 décembre) - Abolition du régime seigneurial dans le Bas-Canada. 
1861 (24 janvier) - Les héritiers de Augustin Jobin dit Boisvert acquièrent les droits résiduels de la seigneurie.